# Excusatio non petita, accusatio manifesta
Excusatio non petita, accusatio manifesta és una locució llatina d'origen medieval. La traducció literal és 'excusa no demanada, acusació manifesta'.
Significa que tot aquell que es disculpa d'una falta sense que ningú li hagi demanat tals disculpes s'està assenyalant com a autor de la falta. En català es podria traduir per les expressions "qui s'excusa, s'acusa", "disculpa no demanada, culpa manifesta". Una altra versió de la dita en català: "explicació no demanada, acusació manifesta".
Una altra versió d'aquesta expressió és Excusatio non petita pecata manifesta, literalment 'disculpa no demanada culpa manifesta'.